# Edward G. Budd

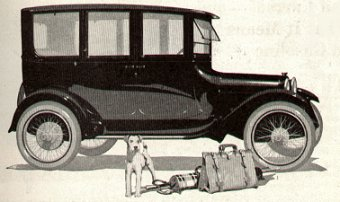
First all-steel sedan
by Edward G Budd Manufacturing Company of Philadelphia for John and Horace Dodge

Edward Gowen Budd (Smyrna, Delaware, 28 de dezembro de 1870 — Pensilvânia,30 de novembro de 1946) foi um inventor e empresário estadunidense.

## Automóveis

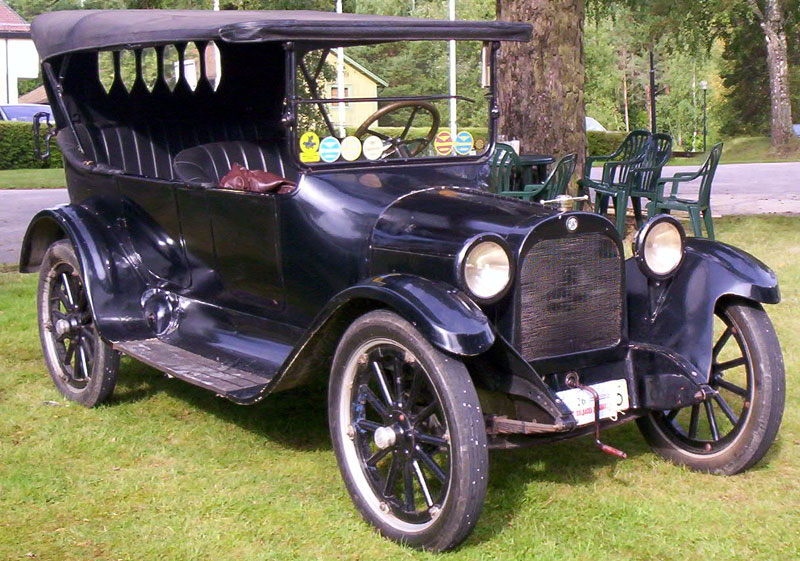
All-steel Dodge Model 30 Touring car

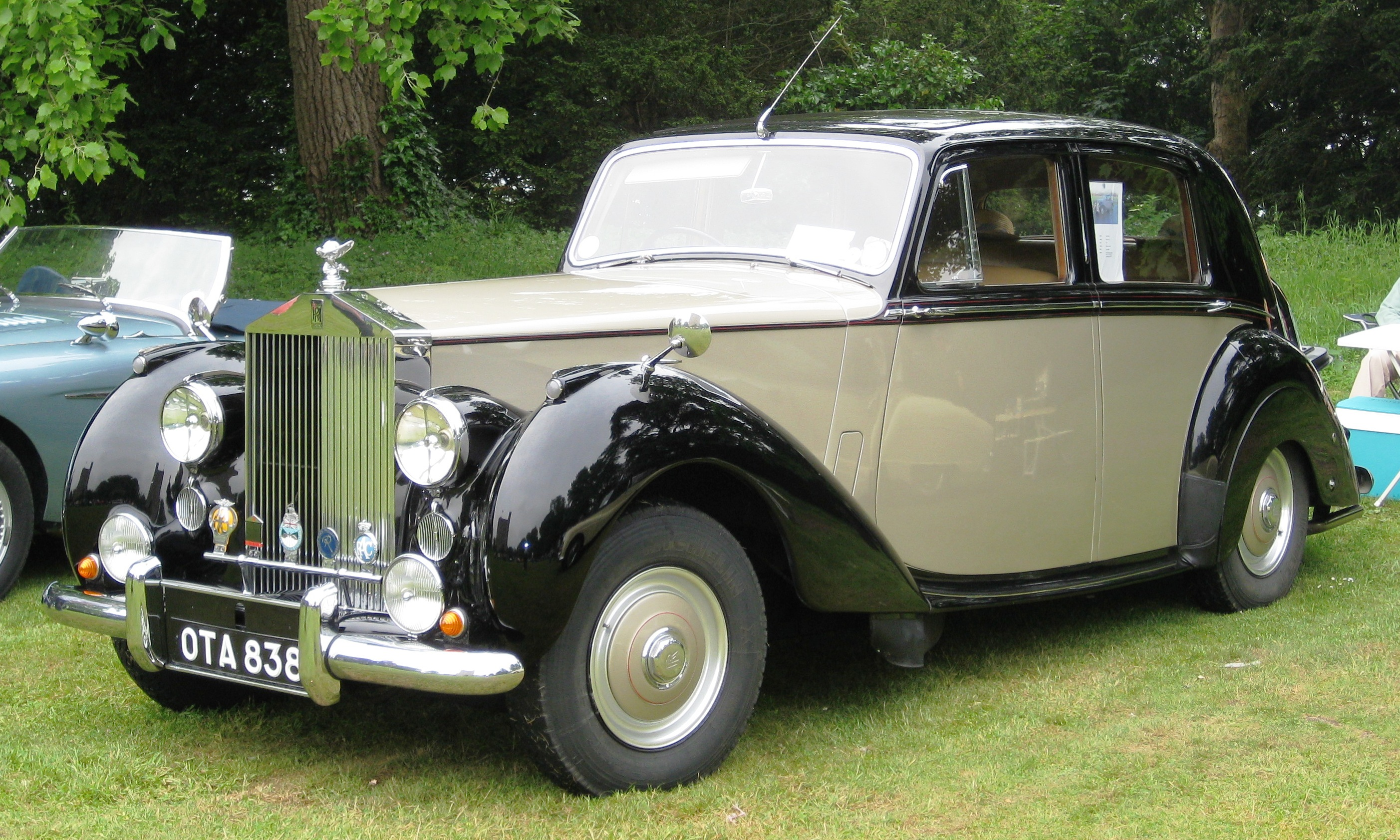
Standard Steel Rolls-Royce Silver Dawn with Pressed Steel pressings 1953

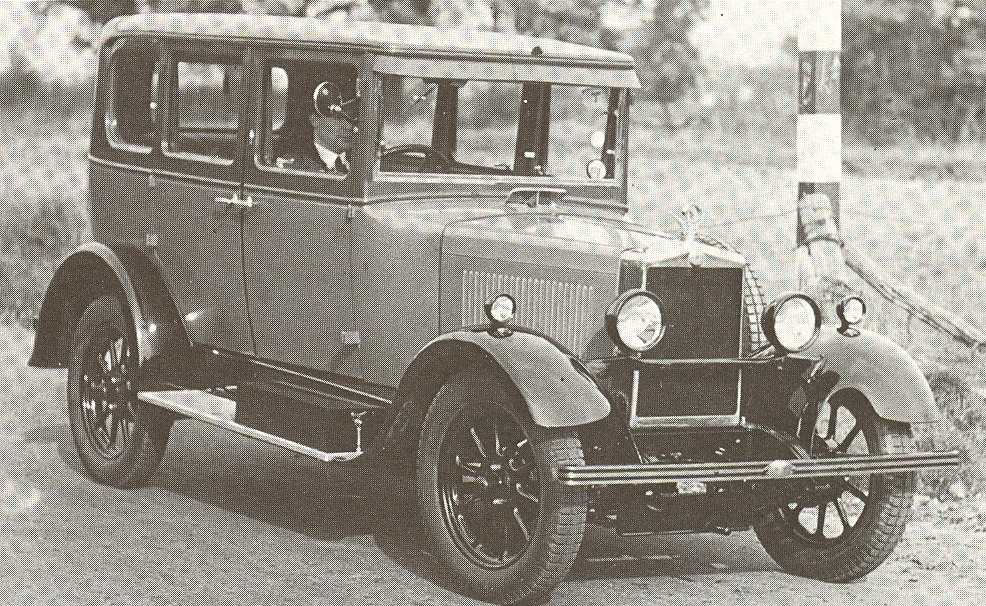
Morris Cowley

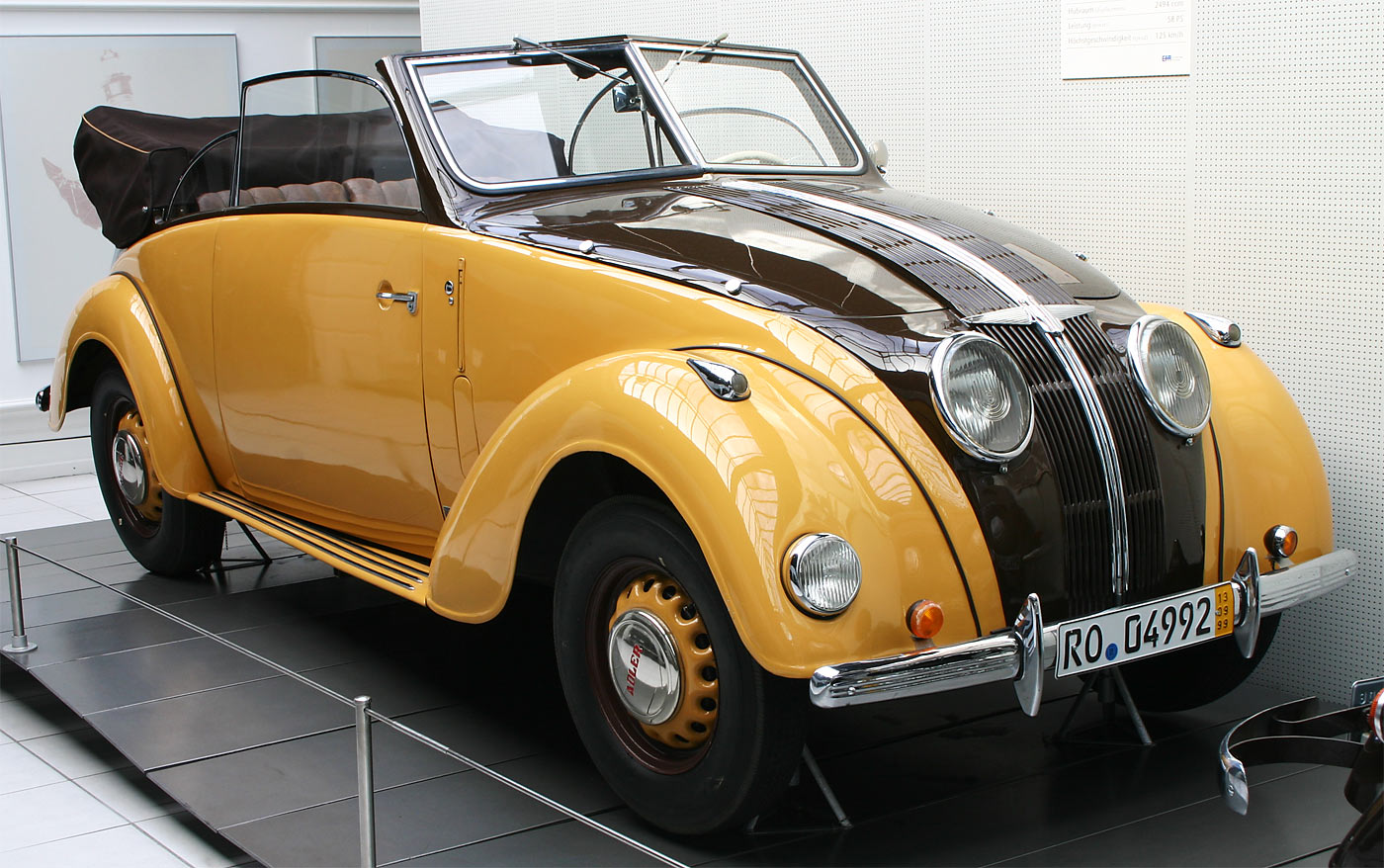
Adler 2.5-litre

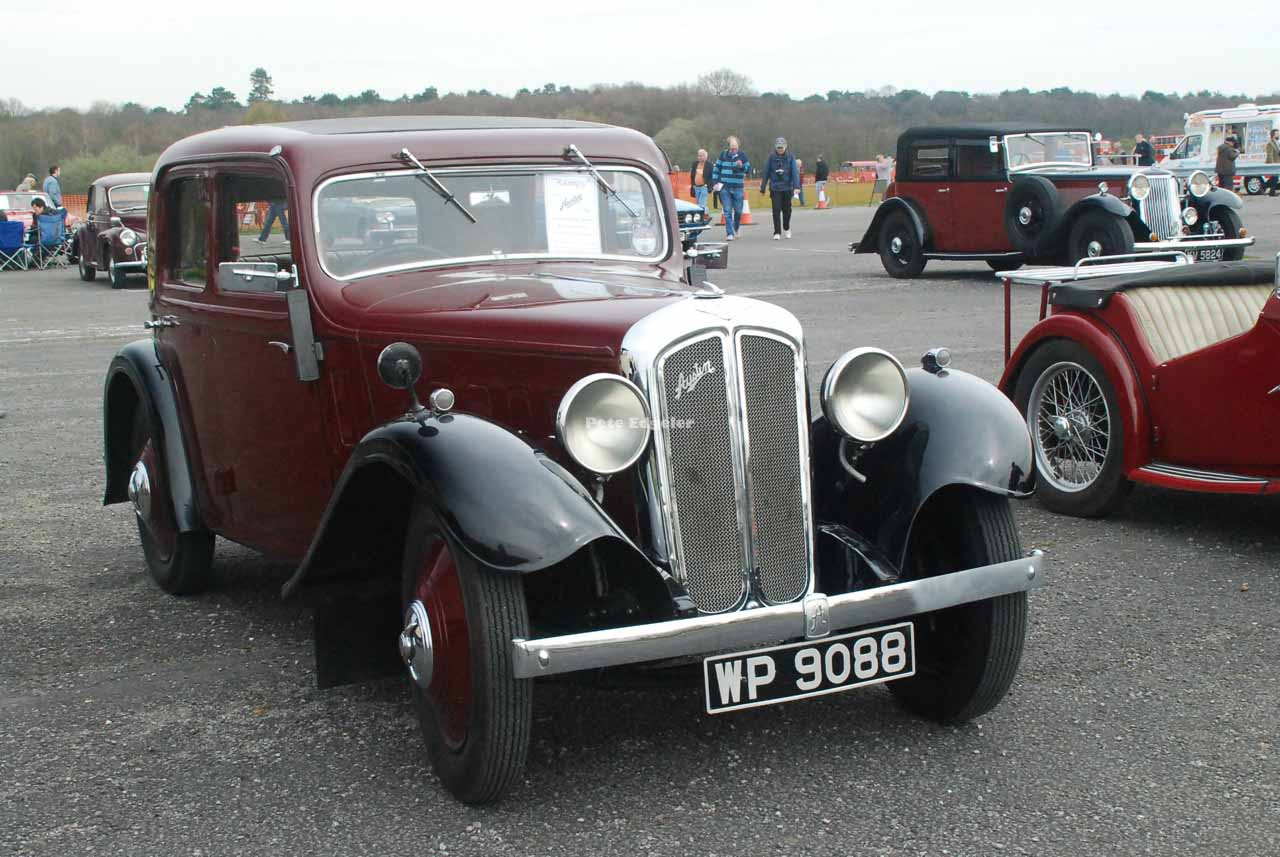
Austin Kempton sports saloon
Adler Trumpf Junior

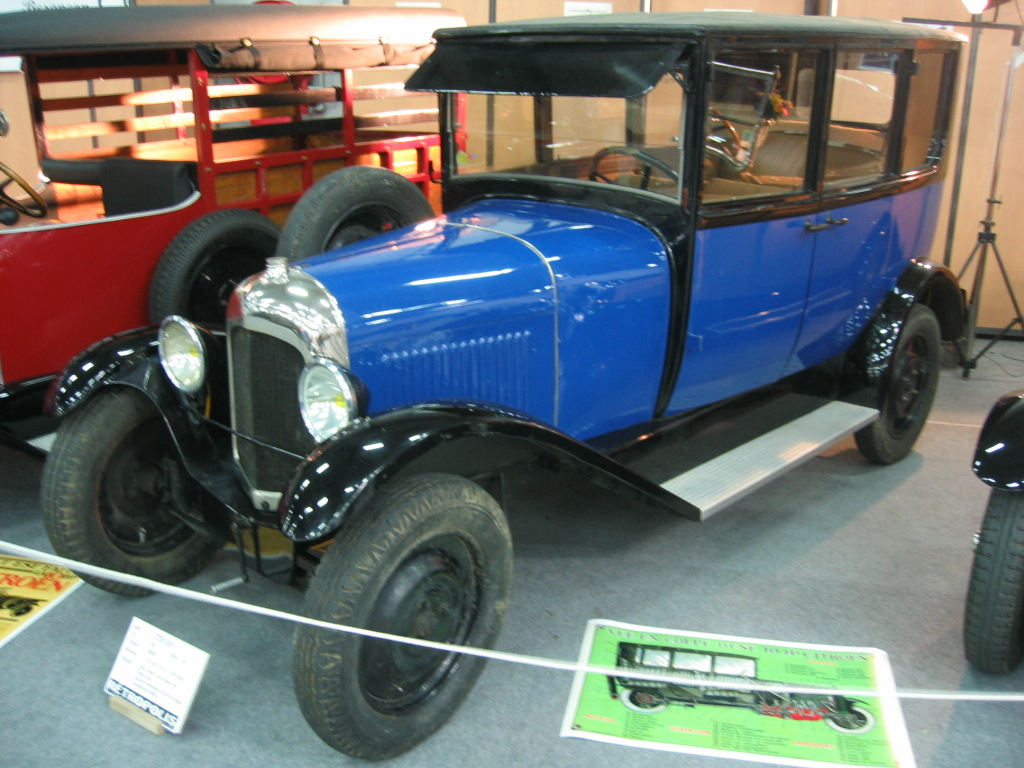
All-steel Citroën Type B10 1924

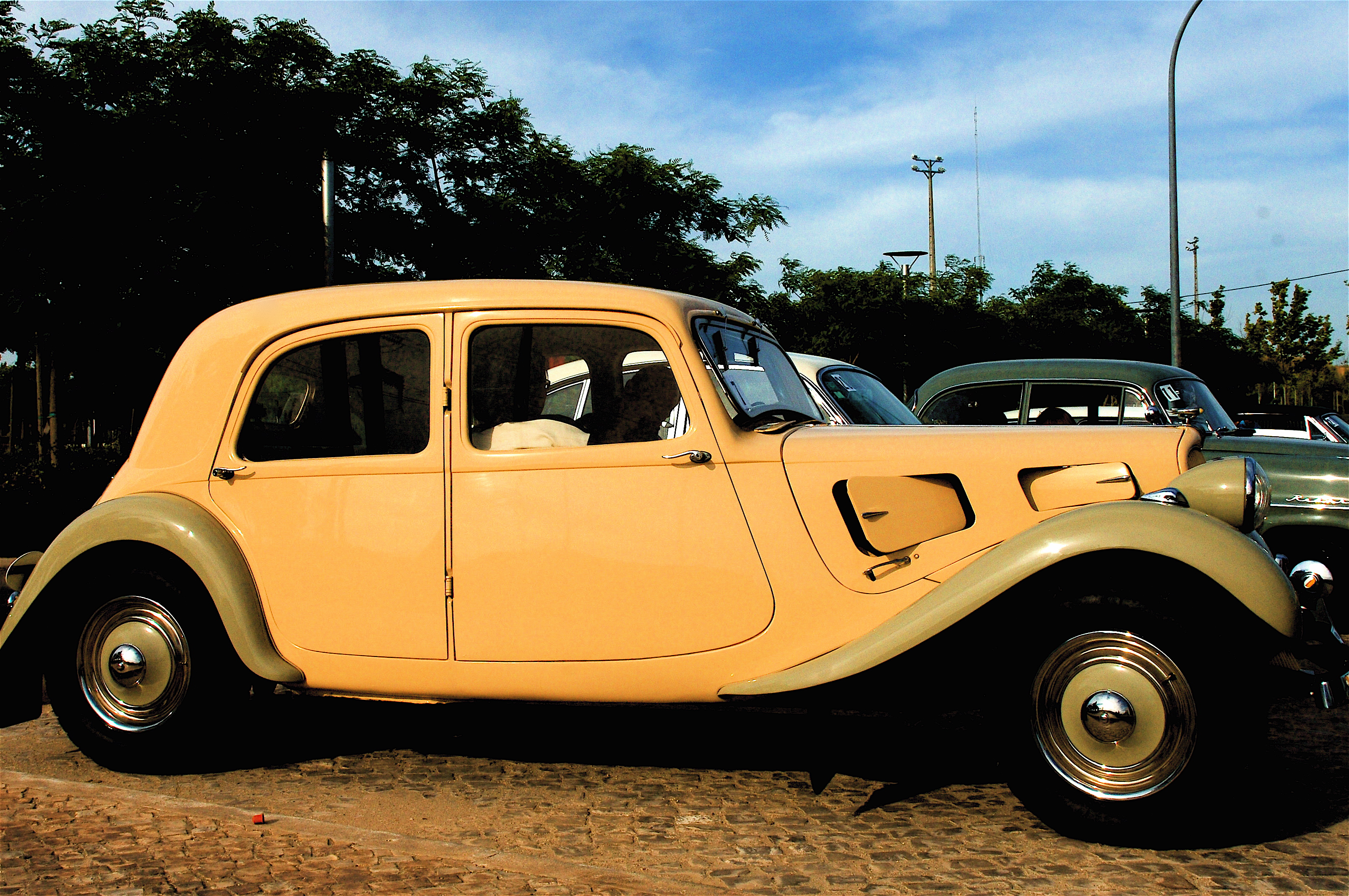
Citroën Traction Avant 7CV

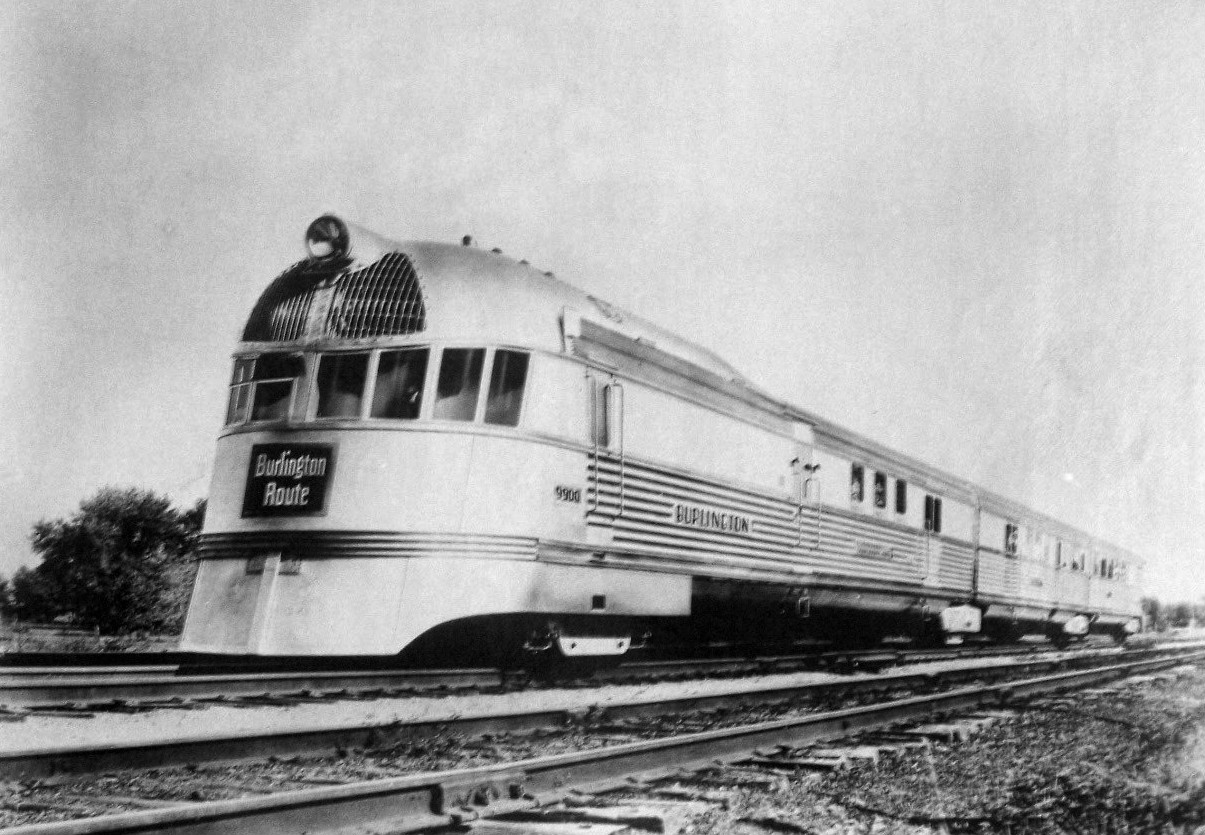
Pioneer Zephyr

Em 1912 fundou a Budd Company.